# Aleqa Hammond
Aleqa Hammond (Narsaq, 23 settembre 1965) è una politica groenlandese, Primo ministro della Groenlandia dal 5 aprile 2013 al 30 settembre 2014 ed ex leader del partito Siumut.

## Biografia
È stata eletta nel Parlamento della Groenlandia per la prima volta nel 2005 e nominata Ministro per la famiglia e la giustizia. Nel 2007 divenne Ministro delle Finanze e degli Affari Esteri, ma abbandonò l'incarico l'anno successivo per i problemi finanziari del governo.
Dopo la sconfitta elettorale del 2009, ha sostituito Hans Enoksen alla guida del partito. Nelle successive elezioni del 2013 Siumut ha ottenuto il 42.8% dei voti e Hammond è divenuta il quinto Primo ministro della Groenlandia, la prima di sesso femminile.
Il 30 settembre 2014, a seguito del suo coinvolgimento in uno scandalo per l'appropriazione di denaro pubblico, si è dimessa sia dalla presidenza ministeriale e sia dalla guida di Siumut, trasferendo entrambi gli incarichi a Kim Kielsen.